# 대한성공회 서울주교좌성당 모자이크 제단화
대한성공회 서울주교좌성당 모자이크 제단화는 서울특별시 중구 세종대로 21길 15 대한성공회 서울주교좌성당에 있는 그림이다. 또한 대한민국의 등록문화재 제676호이다. 다만, 이 제단화가 있는 대한성공회 서울주교좌성당 건물 자체는 서울특별시에서 별도로 서울특별시 유형문화재 제35호로 지정하였다.

## 등록예고 내용
- 유물명 : 대한성공회 서울주교좌성당 모자이크 제단화
- 수량 : 1점
- 규격 : 전체 높이 : 8.6m, 곡면 길이 : 약 8m
- 제작연대 : 상단, 기단부분 : 1927〜1928년, 하단 : 1938년
- 재질 : 색대리석, 각석
- 소유자 : 대한성공회 서울주교좌성당
- 소재지 : 서울특별시 중구 세종대로 21길 15 대한성공회 서울주교좌성당

## 등록예고 사유
대한성공회 서울주교좌성당 모자이크 제단화는 상 하단과 기단 부분으로 구성되어 있으며 8m가 넘는 큰 규모의 모자이크 제단화로, 디자인의 완성도가 뛰어나고 원형을 유지하고 있으므로 등록가치가 있다.

## 같이 보기
- 대한성공회 서울주교좌성당